# Лаврентьево (Междуреченский район)
Лаврентьево — деревня в Междуреченском районе Вологодской области на реке Шингарь.
Входит в состав Ботановского сельского поселения, с точки зрения административно-территориального деления — в Ботановский сельсовет.
Расстояние по автодороге до районного центра Шуйского — 37 км, до центра муниципального образования Игумницева — 5 км. Ближайшие населённые пункты — Сватилово, Шингарские Исады, Кузьминское.
По переписи 2002 года население — 20 человек (9 мужчин, 11 женщин). Преобладающая национальность — русские (95 %).